# Demigny
Demigny är en kommun i departementet Saône-et-Loire i regionen Bourgogne-Franche-Comté i östra Frankrike. Kommunen ligger i kantonen Chagny som tillhör arrondissementet Chalon-sur-Saône. År 2022 hade Demigny 1 769 invånare.

## Befolkningsutveckling
Antalet invånare i kommunen Demigny
| Referens: INSEE |